# GRB 970508
GRB 970508 – rozbłysk gamma trwający około 15 sekund o wysokiej świetlności, emitowany również w zakresie fal dłuższych niż gamma (promieniowanie rentgenowskie, ultrafioletowe, optyczne, podczerwone czy radiowe). Przy współczynniku przesunięcia ku czerwieni z zakresu 0,835 < z < 2,3.
Rozbłysk został odkryty przez włosko-holenderskiego satelitę BeppoSAX, a następnie zaobserwowany również przez Teleskop kosmiczny Comptona i sondę kosmiczną Ulysses.
Po przeanalizowaniu danych astronom Mark Metzger obliczył, że rozbłysk nastąpił w odległości przynajmniej 6 mld lat świetlnych. Był to pierwszy przypadek, kiedy udało się w przybliżeniu określić odległość rozbłysku.